# Divisões administrativas em 1928
Nesta página encontrará referências aos acontecimentos directamente relacionados com a regiões administrativas ocorridos durante o ano de 1928.

## Eventos
- 5 de Maio - Fermentelos em Portugal, elevada à categoria de vila.
- 6 de Setembro - Em Portugal, elevação de Barcelos a cidade.
- Criação da freguesia de Amoreira da Gândara (Portugal).